# Pogorzela (województwo opolskie)
Pogorzela (niem. Pogarell) – wieś w Polsce położona w województwie opolskim, w powiecie brzeskim, w gminie Olszanka.
W latach 1950–1998 (także po 1975) miejscowość położona była w województwie opolskim.

## Nazwa
Miejscowość została wymieniona w zlatynizowanej, staropolskiej formie Pogrella w łacińskim dokumencie wydanym w 1273 roku w Pogorzeli.

## Zabytki
Do wojewódzkiego rejestru zabytków wpisane są:
- kościół par. pw. Najśw. Serca Jezusa, z poł. XIV w., XVII w., XVIII w., z zachowanymi freskami
- szkoła, z pocz. XIX w.
- zajazd, z XIX w., nie istnieje
- dom nr 77, z 1845 r.
- dom nr 78, z poł. XIX w.
- dom nr 92, z poł. XIX w.
- dom nr 93, z 1833 r.
- dawna kuźnia, z 1836 r.

## Szlaki turystyczne
- Brzeg - Krzyżowice - Gierszowice - Olszanka - Pogorzela - Jasiona - Michałów - Lipowa - Przylesie Dolne - Grodków